# Kandergrund
Kandergrund je obec v okrese Frutigen-Niedersimmental v kantonu Bern ve Švýcarsku. Žije zde 805 obyvatel.

## Geografie
Kandergrund leží v údolí Kandertal. Jedná se o dlouhou roztroušenou obec se statky Innerkandergrund, Reckental, Ausser- a Inner-Rüteni a Blausee-Mitholz.

## Historie

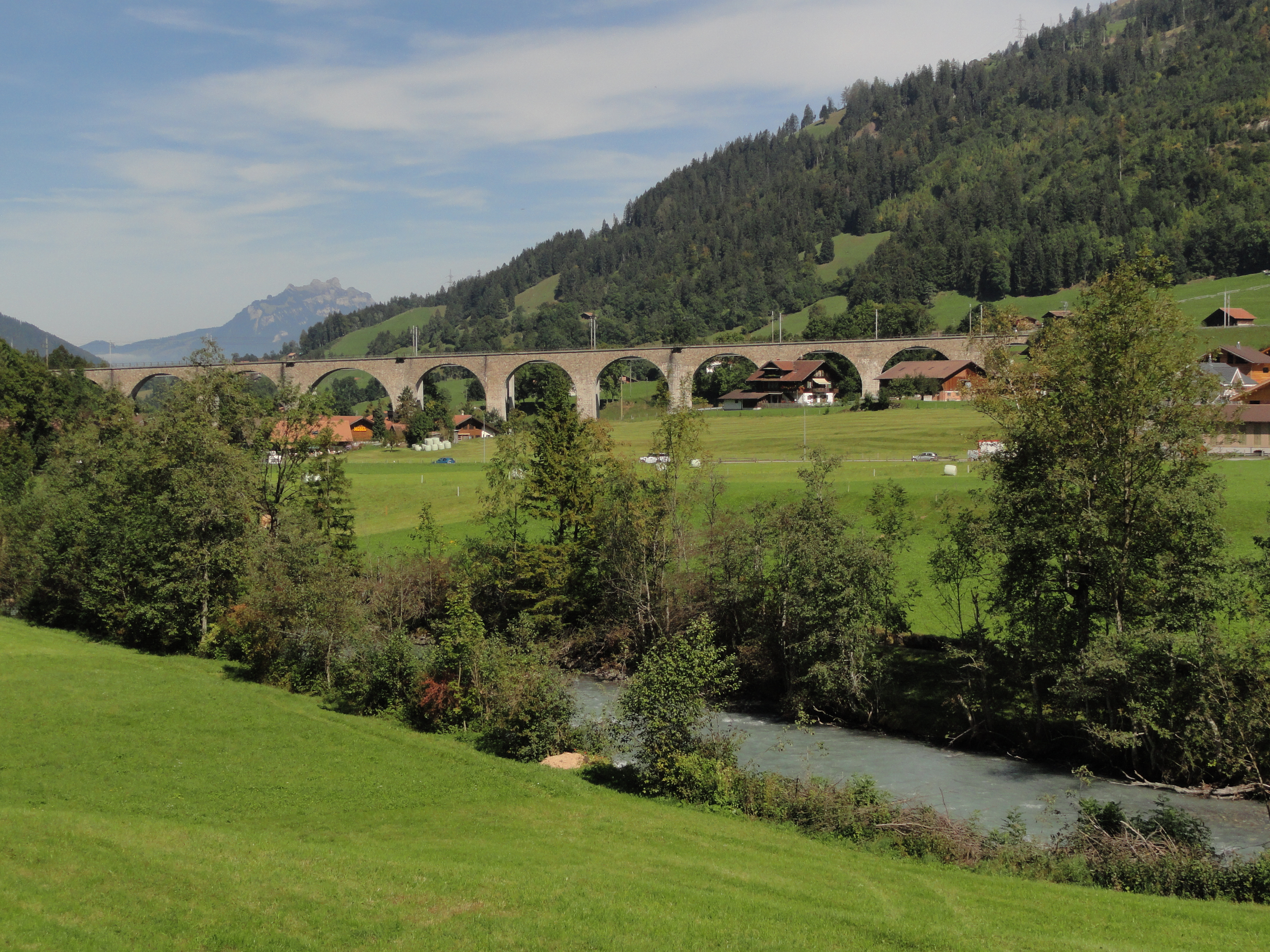
Železniční viadukt v Kandergrundu

Kandergrund leží na dně údolí Kandertal. Název Kander pravděpodobně pochází z keltského slova *kandarā „zářící, bílý“.
Do roku 1850 patřil Kandergrund k obci Frutigen. V roce 1908 byla obec Kandergrund rozdělena na Kandergrund a Kandersteg. Z původní rozlohy obce 16 665 ha připadlo 3207 ha na Kandergrund a 13 458 ha na Kandersteg.
V 19. a 20. století se k zemědělství (chov dobytka, zemědělství) a domácímu tkalcovství (plátno) přidal i drobný průmysl (sirkárny, lom). Těžba uhlí v několika dolech (18.–20. stol.) zůstala málo výnosná. Během druhé světové války byly v Kandergrundu v provozu ještě tři uhelné doly. Důl „Lindi“ společnosti Kander-Kohle AG, důl „Horn“ společnosti Bergbaugesellschaft Kandergrund AG a důl „Schlafegg“ společnosti Bergwerk Schlafegg AG.
V dole Schlafegg pracovalo až 100 mužů, měsíční produkce činila až 700 t a nakládala se do železničních vagonů na nádraží Kandergrund (na horské trati Lötschbergbahn). Uhlí se vozilo do Basileje pro chemický závod Ciba AG a do Aarbergu pro tamní cukrovar. V roce 1949 přestala být těžba v Kandergrundu kvůli konkurenci z Ruhrkohle rentabilní. Poslední důl Horn byl uzavřen 15. listopadu 1949.
Během výstavby Lötschbergské dráhy v letech 1906–13 a elektrárny v letech 1907–10 (nová výstavba v letech 1989–91) pro zásobování dráhy se počet obyvatel rychle zvýšil.

## Obyvatelstvo

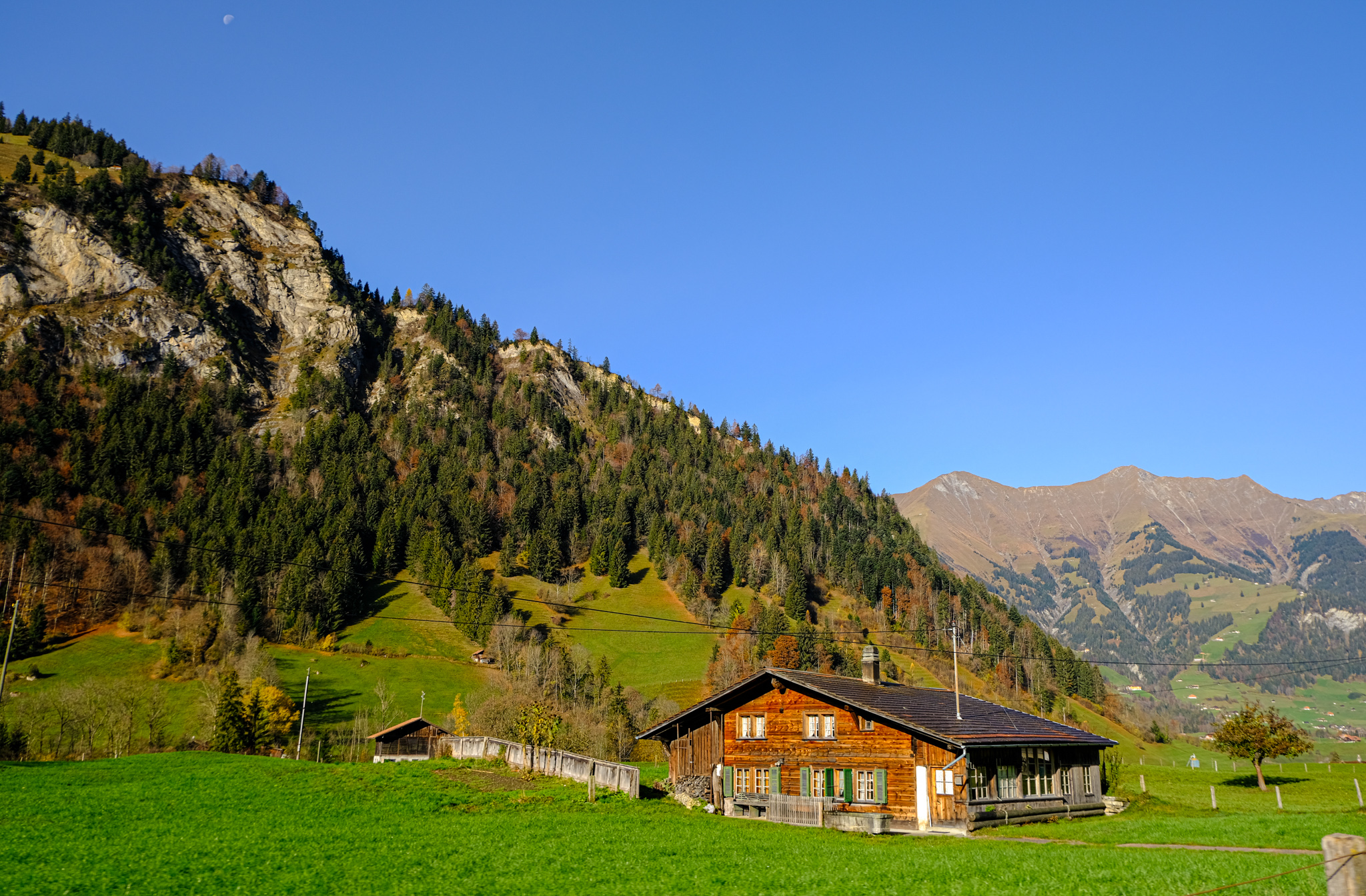
Kandertal

| Vývoj počtu obyvatel | Vývoj počtu obyvatel | Vývoj počtu obyvatel | Vývoj počtu obyvatel | Vývoj počtu obyvatel | Vývoj počtu obyvatel | Vývoj počtu obyvatel | Vývoj počtu obyvatel | Vývoj počtu obyvatel |
| -------------------- | -------------------- | -------------------- | -------------------- | -------------------- | -------------------- | -------------------- | -------------------- | -------------------- |
| Rok                  | 1850                 | 1900                 | 1910                 | 1920                 | 1950                 | 1980                 | 2000                 |                      |
| Počet obyvatel       | 1069                 | 1098                 | 2332                 | 781                  | 905                  | 728                  | 945                  |                      |

## Turismus

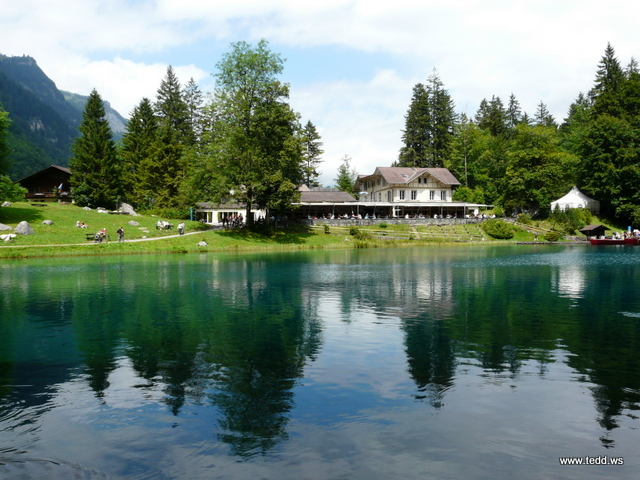
Jezero Blausee

Jižně od Kandergrundu leží jezero Blausee, které je oblíbeným výletním cílem.

## Doprava
Po silnici se lze dostat ze Spiezu (dálnice A6 z Bernu) přes Frutigen do Kandergrundu.
Železniční spojení do Bernu a Brigu zajišťuje Lötschberská dráha, provozovaná společností BLS AG; osobní vlaky však ve stanici Blausee-Mitholz, nacházející se v obci, již nezastavují.
Kandersteg má místní autobusové spojení a autobusové spojení pomocí autobusových linek Frutigen – Kandergrund – Kandersteg.